# Generální štáb Armády České republiky

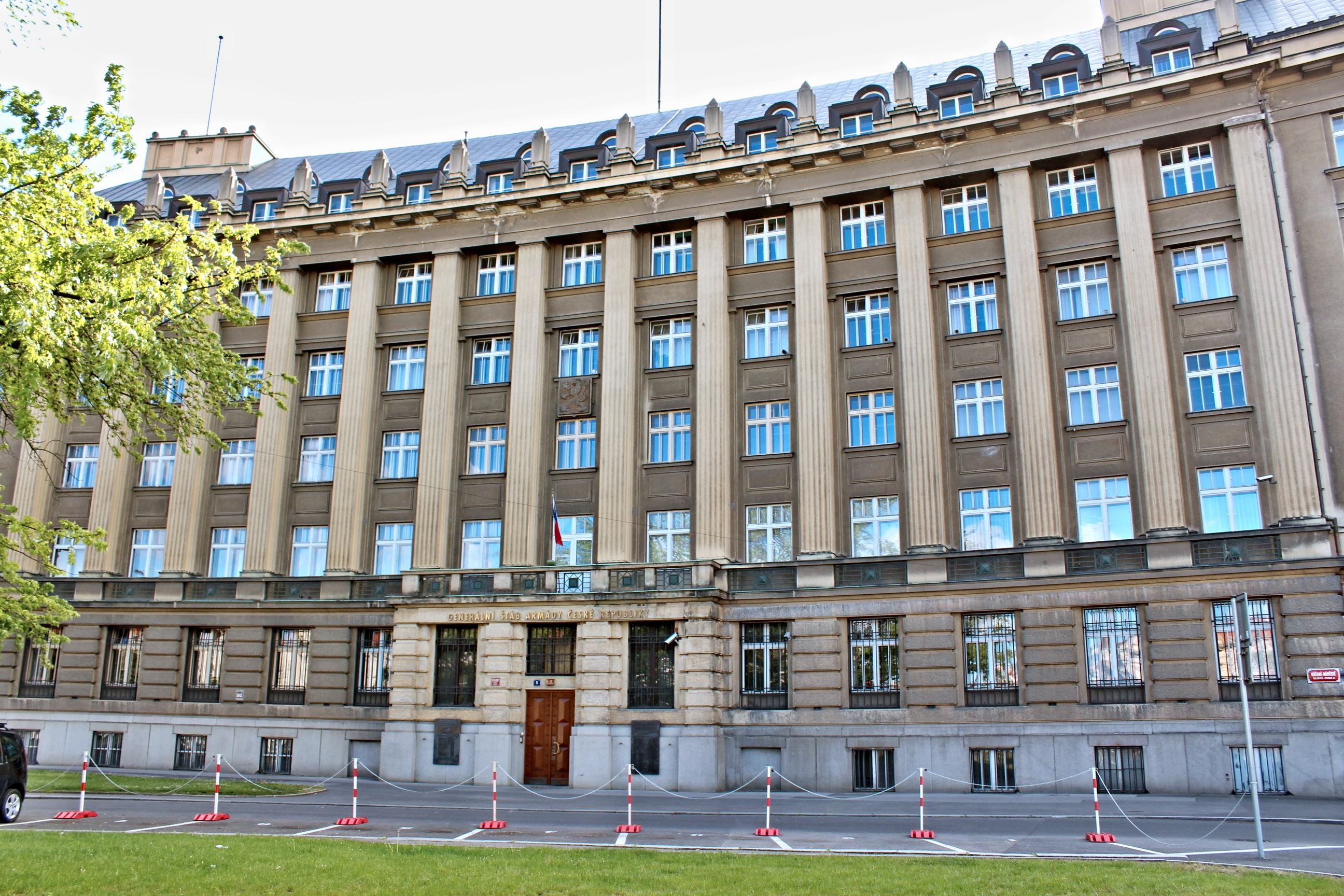
Generální štáb AČR v Praze

Generální štáb Armády České republiky je součást Ministerstva obrany České republiky a zabezpečuje velení Armádě České republiky. V jeho čele je náčelník Generálního štábu Armády České republiky, kterého na návrh vlády a po projednání v příslušném výboru Poslanecké sněmovny jmenuje prezident republiky. Prezident republiky ho na návrh vlády také odvolává. Náčelník Generálního štábu AČR je podřízen ministrovi obrany.
Generální štáb Armády České republiky má sídlo v Praze a skládá se z kanceláře náčelníka Generálního štábu (dále jen NGŠ), osobního štábu NGŠ, společného operačního centra ministerstva obrany (dále jen MO), inspektorátu NGŠ, sekce rozvoje sil MO, sekce plánování schopností MO, sekce logistiky MO, sekce komunikačních a informačních systémů MO, odboru vojskového průzkumu a elektronického boje MO a odboru vojenského zdravotnictví MO.
Náčelníkem Generálního štábu AČR je od července 2022 armádní generál Karel Řehka.

## Struktura
Organizační struktura Generálního štábu Armády České republiky v roce 2020:
- Náčelník Generálního štábu (NGŠ)
  - Kancelář náčelníka Generálního štábu
  - Ředitelství speciálních sil
  - Agentura personalistiky AČR
    - Oddělení humanitní služby (OdHS)
    - Oddělení expertních služeb pro oblast lidských zdrojů (OdExSlOLZ)
    - Oddělení vnitřního řízení (OdVŘ)

  - Finanční správa AČR
  - Osobní štáb
    - Hlavní kaplan

- První zástupce náčelníka Generálního štábu (1. ZNGŠ)
  - Posádkové velitelství Praha
  - Ředitelství zahraničních aktivit
  - Zahraniční pracoviště
  - Centrum ochrany proti ZHN
  - Mnohonárodní centrum pro koordinaci logistiky

- Zástupce náčelníka Generálního štábu – náčelník štábu (ZNGŠ - NŠ)
  - Sekce rozvoje sil MO
  - Sekce plánování schopností MO
  - Sekce logistiky MO
    - Agentura logistiky

  - Sekce komunikačních a informačních systémů MO
    - Agentura KIS

  - Sekce vojenského zdravotnictví MO
    - Agentura vojenského zdravotnictví

  - Sekce zpravodajského zabezpečení AČR MO

- Zástupce náčelníka Generálního štábu – inspektor AČR (ZNGŠ - I AČR)
  - Inspektorát NGŠ

- Vrchní praporčík AČR
- Velitelství pro operace
- Velitelství pozemních sil "generála Vojtěcha Borise Luži"[4]
- Velitelství vzdušných sil
- Velitelství informačních a kybernetických sil
- Velitelství teritoria
- Velitelství výcviku – Vojenská akademie